# Transnacionální radikální strana
Transnacionální radikální strana je mezinárodní politická organizace vzniklá roku 1988 v Itálii transformací pokrokové liberální Radikální strany (Partito Radicale). Zasazuje se za lidská práva a svobody, je proti trestu smrti. V Československu se k ní po jejím vzniku přiklonila část protikomunistického disentu. K jejím českým příznivcům patřili například disident John Bok nebo pozdější mediální podnikatel Jaromír Soukup.